# The Doors
I Doors sono stati un gruppo musicale rock statunitense fondato a Venice Beach nel 1965 da Jim Morrison (cantante), Robby Krieger (chitarrista), Ray Manzarek (organista) e John Densmore (batterista), e scioltosi definitivamente nel 1973, due anni dopo la morte di Jim Morrison (avvenuta il 3 luglio del 1971).
Sono considerati uno dei gruppi più influenti ed innovativi nella storia della musica rock, alla quale hanno unito con successo elementi blues, psichedelia e jazz. Molti dei loro brani, come Light My Fire, The End, Roadhouse Blues e Riders on the Storm, sono considerati dei classici e sono stati reinterpretati da numerosi artisti delle generazioni successive.
Hanno venduto più di 100 milioni di dischi in tutto il mondo. Tre album, The Doors (1967), L.A. Woman (1971) e Strange Days (1967), sono presenti nella lista dei 500 migliori album, rispettivamente alle posizioni 42, 362 e 407. Nel 1993 i Doors furono inseriti nella Rock & Roll Hall of Fame.

## Storia

### Origini e formazione

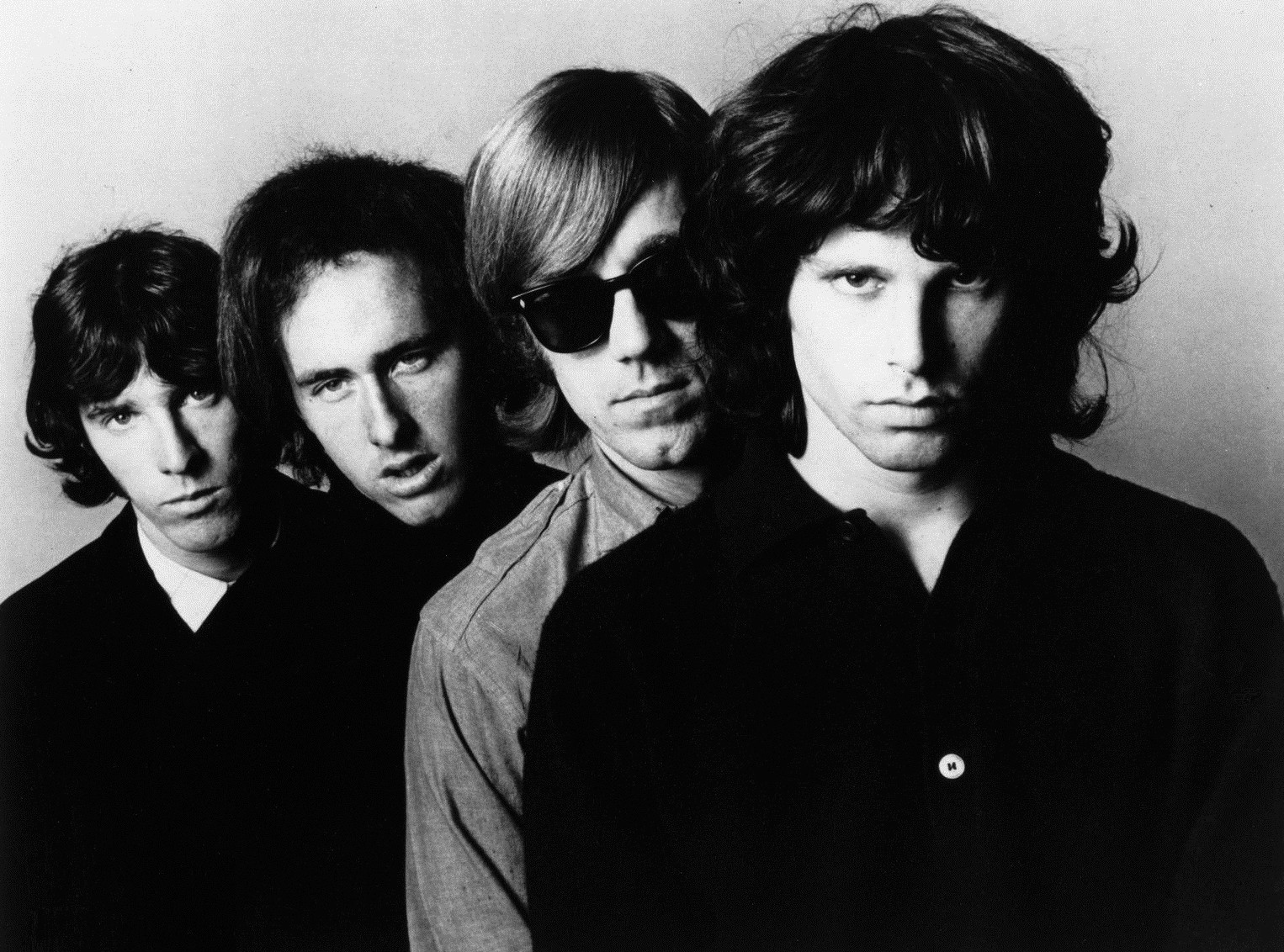
I Doors nel 1966

Il complesso fu fondato nell'estate del 1965 a Venice Beach, in California, a seguito dell'incontro tra Jim Morrison e Ray Manzarek, entrambi studenti della UCLA School of Theater, Film and Television dell'Università della California. Morrison aveva ricevuto una tiepida accoglienza con un suo cortometraggio per la tesi di laurea, soprattutto per il montaggio tecnico poco professionale (la pellicola si ruppe più volte); fu disgustato da tale incomprensione al punto da nemmeno presentarsi per il ritiro del diploma di laurea.
Passeggiando lungo la spiaggia di Venice, nel luglio del 1965, Morrison incontrò Manzarek e, soffermatosi a parlare con lui, gli canticchiò il testo di una canzone che aveva da poco scritto, Moonlight Drive, dichiarandogli contemporaneamente la sua totale inesperienza musicale e quindi l'impossibilità di tradurla su pentagramma. Manzarek in quel momento faceva parte di una band chiamata Rick & The Ravens insieme ai fratelli Rick e Jim Manzarek ma, riconoscendo in Morrison delle potenzialità interessanti, gli propose di creare un nuovo gruppo. Attraverso le sue conoscenze, Ray ebbe la possibilità di ingaggiare il chitarrista Robby Krieger, interessato al flamenco, e il batterista John Densmore, appassionato di jazz, che già suonavano con un gruppo chiamato The Psychedelic Rangers: i tre si erano conosciuti ad una lezione comune di meditazione trascendentale del guru Maharishi Mahesh Yogi.
Morrison scelse il nome del gruppo dal testo del libro di Aldous Huxley Le porte della percezione (The Doors of Perception) del 1954. Nel libro è contenuta una frase di William Blake:
(William Blake)
I Doors partirono privi di un bassista, fondamentale in quanto riferimento ritmico per un gruppo rock, non trovando un musicista di loro gradimento in quel ruolo: va detto che tra i quattro Doors si creò subito un rapporto molto stretto e profondo che Morrison voleva custodire con ogni cura. Di conseguenza, durante i provini alla ricerca del bassista, l'attenzione non andava soltanto alle capacità musicali dell'eventuale nuovo acquisto per il gruppo ma anche alla sua persona. Dopo qualche audizione, Manzarek, tastierista tecnicamente e musicalmente dotatissimo, propose di adattarsi in quel ruolo, aggiungendo al suo organo Vox Continental uno strumento che gli consentisse di suonare le note basse con la mano sinistra e la parte melodica con la destra. Nello specifico, utilizzò un Fender Rhodes Piano Bass, appoggiato sulla calotta perfettamente piatta del Vox Continental.
Fu la soluzione definitiva, che caratterizzerà il sound della band e, in parte, anche le composizioni. La tastiera suonata solo su ottave alte divenne infatti una componente tagliente e inusuale, dando a questo strumento un ruolo molto rilevante nella definizione delle linee melodiche dei brani e un'incredibile posizione di primo piano negli assoli. In quegli anni, infatti, il ruolo descritto era competenza esclusiva delle chitarre elettriche, cui competevano anche tutti gli assoli. Nelle registrazioni in studio, comunque, a parte l'album The Doors, fu scelto di utilizzare il basso elettrico, suonato da diversi celebri turnisti: Jerry Scheff, Harvey Brooks, Doug Lubahn, Kerry Magness, Lonnie Mack, Larry Knechtel, Leroy Vinnegar e Ray Neapolitan figurano tra i bassisti scelti.

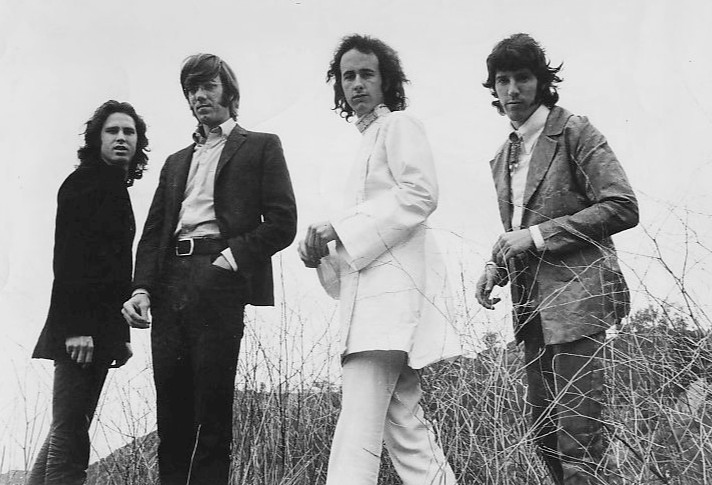
I Doors al principio del 1968.

I testi delle canzoni dei Doors (la maggior parte di Morrison, coltissimo, intellettuale, vorace divoratore di libri delle più disparate epoche e tematiche) sono influenzati dagli scritti del già citato Aldous Huxley, influenze sulla poetica dei Doors sono rintracciabili nel pensiero di Friedrich Nietzsche, nell'antropologia, nella letteratura antica, romantica, simbolista, surrealista, moderna e nella cultura classica e del mito in genere, come il chiaro riferimento all'Edipo re di Sofocle nella canzone The End; uno tra i poeti più amati da Morrison fu Rimbaud, il quale sosteneva la tesi dello sconvolgimento dei sensi, necessario per divenire "veggente".
Il sound dei Doors è divenuto celebre per le evoluzioni alla tastiera di Ray Manzarek, appassionato di musica classica e in particolare di compositori quali J. S. Bach, Debussy e Stravinskij, del jazz e del blues di Chicago, lo stile di Robby Krieger la cui chitarra echeggiava la classica spagnola ed il flamenco, la musica indiana e modale, il free jazz, lo slide blues bottleneck e la musica classica e per finire, il batterista Densmore il cui stile unico, esotico ed espressionista deve moltissimo al jazz e alla musica tribale.
Nell'estate del 1965 i Doors con una formazione ancora in via di sperimentazione svolgono le prime prove senza Krieger; in quel momento il gruppo era composto da Jim Morrison alla voce, Ray Manzarek al piano, John Densmore alla batteria, Rick Manzarek alla chitarra, Jim Manzarek all'armonica e da una ragazza di nome Pat Sullivan al basso. Il sestetto il 2 settembre del 1965 registrò sei canzoni Demo al World Pacific Jazz Studios, che erano Hello, I Love You, Moonlight Drive, Summer's Almost Gone, My Eyes Have Seen You, The End of the Night, e Go Insane (A Little Game), pubblicate molti anni dopo nel The Doors Box Set del 1997, quindi stamparono qualche acetato per procurarsi degli ingaggi. Il battesimo di Krieger avvenne qualche settimana dopo l'abbandono della band da parte dei due fratelli di Manzarek, insicuri sulle potenzialità della band; in un provino per il pezzo Moonlight Drive, egli dimostrò la sua abilità nell'usare la chitarra slide e l'invito ad unirsi alla band fu immediato. Fu John Densmore a chiedere a Krieger di entrare a far parte della formazione.
Questo è il momento della nascita dei Doors e siamo alla fine dell'estate del 1965. Dopo un contratto non portato a termine con la Columbia Records e una gavetta nei club e concerti procurati dalla schiera di amici, i Doors vengono ingaggiati al London Fog, locale del Sunset Boulevard. Vennero successivamente assunti nel celebre Whisky a Go Go come band di casa, che aprirà gli spettacoli di band già note nell'area di Los Angeles, e non solo, come Buffalo Springfield, Love, The Byrds, Johnny Rivers, Chambers Brothers, Otis Redding, The Turtles, Frank Zappa con i The Mothers of Invention e i Them di Van Morrison. Con quest'ultimo il 18 giugno 1966 le due band, i Doors e i Them, suoneranno insieme il brano In the Midnight Hour e si lanceranno in 20 minuti di improvvisazione del brano Gloria che i Doors avevano in repertorio: lo eseguivano normalmente tutte le sere al Whisky e continueranno a eseguirlo negli anni a venire.
Nel 1966 vennero finalmente notati dalla Elektra Records, grazie alle raccomandazioni e alle pressioni di Arthur Lee, il cantante dei Love (band sotto contratto con l'Elektra), che convinse Jac Holzman ad assistere ad un concerto dei Doors. Il 10 agosto 1966 Holzman, presidente dell'Elektra, si reca al Whisky a Go Go per vedere i Doors suonare. Al momento non rimane particolarmente impressionato dal gruppo, ma Ronnie Harran, talent scout del Whisky, e Arthur Lee dei Love, lo convincono a tornare. Passano i giorni e Holzman rimane sempre più colpito dal complesso, pur continuando a nutrire perplessità sul suo potenziale commerciale, dato lo stile così inconsueto. Holzman chiama a New York Paul A. Rothchild, produttore dello staff Elektra, e gli chiede di aiutarlo a decidere se far firmare il gruppo. Il 15 agosto 1966 Paul A. Rothchild accompagnò Jac Holzman al Whisky per vedere i Doors, ma purtroppo per il gruppo evidentemente non era giornata, ed egli assistette ad una delle peggiori esibizioni della sua vita. Rothchild rimase a Los Angeles per qualche giorno per assistere nuovamente ad un concerto dei Doors, dopo quella brutta esibizione: come racconterà in seguito, assistette così ad una delle migliori performance musicali della sua vita.
Dopo quel secondo concerto, Holzman insieme a Rothchild contattarono il gruppo non esitando a confessare di essere rimasti fortemente impressionati dallo spettacolo e che Rothchild consiglierà immediatamente all'Elektra di assumerli. Il suo entusiasmo è così contagioso che Holzman propose un contratto discografico la sera stessa del provino, i Doors sono entusiasti ma l'esperienza con la Columbia li rende più cauti e li spinge a pensarci su qualche giorno. Holzman tornò a New York e i quattro si rivolsero ad un avvocato, su suggerimento del padre di Robby Krieger, e si accordarono con Max Fink, che li rappresenterà per tutta la carriera.
Il 21 agosto 1966 i Doors si esibirono per l'ultima volta al Whisky a Go Go come band di casa, aprirono lo show con una sinistra versione del brano The End, Morrison inserì il passaggio edipico nel bel mezzo della canzone e così i Doors vennero licenziati la sera stessa.

#### Album di debutto
Il 24 agosto 1966 i Doors entrarono in sala di registrazione, ai Sunset Sound Recording Studios di Los Angeles, (California) per registrare il loro straordinario album di debutto con Paul A. Rothchild, in veste di produttore. Le sessions durarono sei giorni esatti (con una pausa di fine settimana) dopo di che Rotchild volò a New York con i master su nastri di mezzo pollice a quattro tracce per avviare un meticoloso lavoro di editing. Tra le canzoni incise durante le sessions del primo album figuravano Moonlight Drive e Indian Summer escluse dall'album.

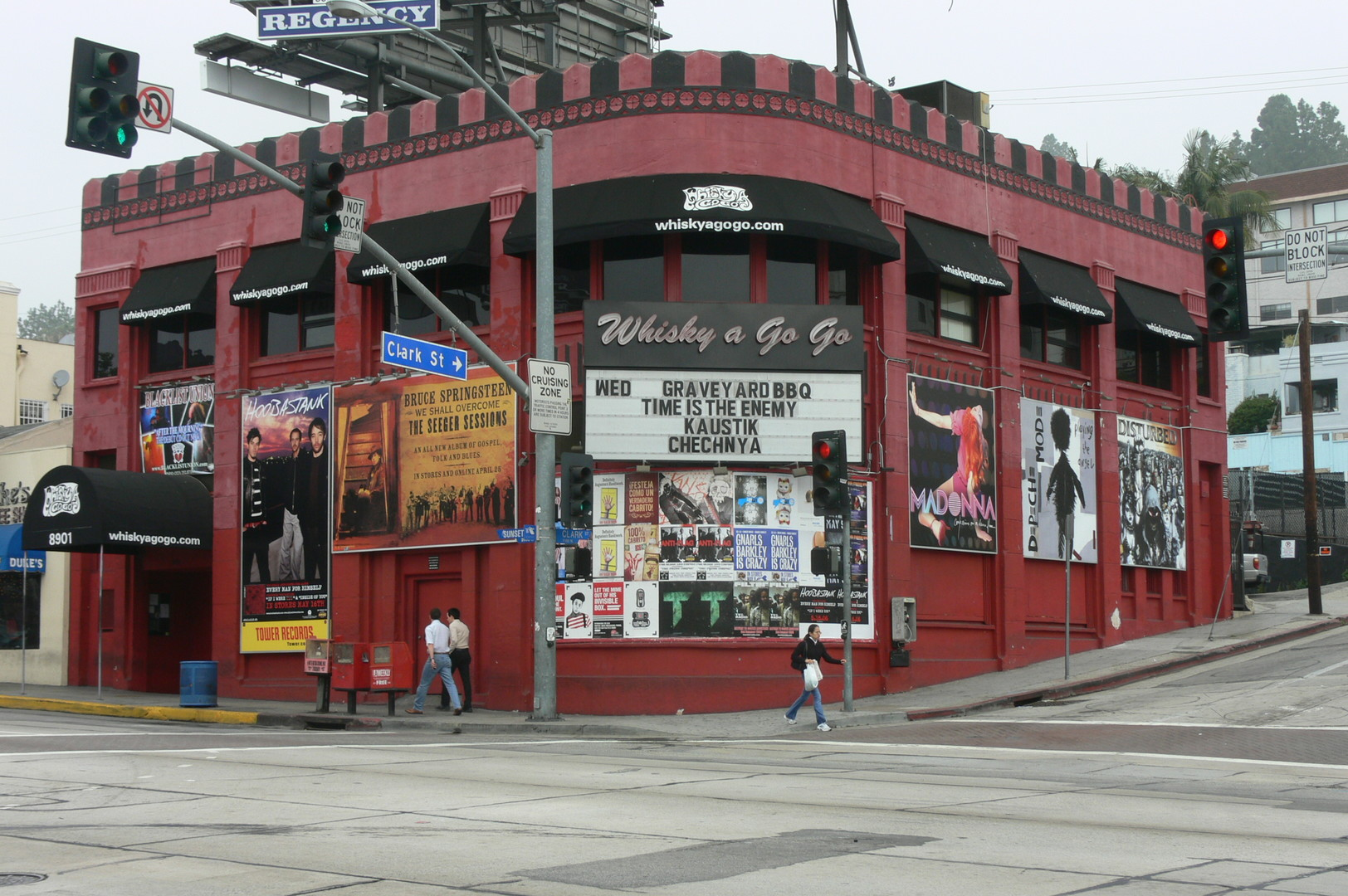
Il locale Whisky A Go Go (West Hollywood, California) dove i Doors esordirono nel maggio del 1966.

Il 4 gennaio del 1967 venne dato alle stampe il loro primo album: The Doors, l'album si rivelò un vero capolavoro raggiungendo la seconda posizione nella classifica di Billboard secondo solo a Sgt. Pepper's Lonely Hearts Club Band dei Beatles, mentre Light My Fire il 29 luglio 1967 raggiunse la prima posizione in quella dei singoli restandoci per 3 settimane, vendendo 1 milione di copie e aggiudicandosi il disco d'oro. Negli Stati Uniti era la stagione del sound di San Francisco, all'insegna quindi di "Pace & Amore" e della controcultura hippy, ma i Doors si imposero con un atteggiamento diverso, con Morrison che quasi aggrediva il suo pubblico scrivendo canzoni che parlavano di sesso, droga, rivoluzione e morte. Nel quadriennio 1966-1969 il gruppo conobbe un'ascesa memorabile, suonando nei migliori locali di San Francisco (Matrix Club, Avalon Ballroom, Fillmore Auditorium e Winterland Arena) e New York (Ondine Discotheque, Village Theater e Scene Club) raggiungendo quasi subito le vette delle classifiche.
Nel novembre 1966, Mark Abramson diresse il film promozionale per il singolo Break on Through (To the Other Side), la pellicola ritraeva i Doors in sala di registrazione mentre eseguono la canzone con un gioco di luci molto dark. Mentre a Los Angeles avvenne il loro debutto in Televisione allo show televisivo chiamato Boss City sul finire del 1966 e successivamente il 1º gennaio del 1967 sempre a Los Angeles i Doors si esibirono al TV show chiamato Shebang per promuovere il loro singolo di debutto Break on Through (To the Other Side).

#### Prime registrazioni:Live at The Matrix 1967
Nel marzo 1967, i Doors si esibirono in un piccolo locale chiamato The Matrix Club, 3138 Fillmore Street di San Francisco. Il locale ingaggiò i Doors tra il 7 e l'11 marzo, le serate del 7 e del 10 vengono registrate, per un totale di 4 set. Le registrazioni di questi spettacoli vengono effettuate da Peter Abram, che successivamente le venderà ai Doors. Il 18 novembre 2008, la Bright Midnight Archives in collaborazione con la Rhino Records ha pubblicato una compilation con il meglio di quelle serate dal titolo Live at The Matrix 1967. L'8 settembre 2023 viene pubblicata una nuova versione di questo album dal vivo che vede la presenza di due inediti: l'interpretazione in chiave strumentale dei brani jazz Bags' Groove e All Blues, rispettivamente di Milt Jackson e Miles Davis.

#### Prime performance in TV
Nel maggio 1967, i Doors presero parte alla registrazione live di The End al debutto televisivo internazionale per la Canadian Broadcasting Corporation (CBC) negli studi televisivi di Toronto, Canada per il programma The Rock Scene: Like It Is (performance contenuta nel DVD The Doors Soundstage Performances pubblicato nel 2002)..
Il 17 settembre 1967 i Doors furono invitati a partecipare al famoso programma televisivo Ed Sullivan Show, dove eseguirono le canzoni People Are Strange e una devastante e memorabile versione di Light My Fire. Il produttore di Sullivan, Bob Precht, chiese ai Doors di modificare la canzone sostituendo la parola Higher con qualche altro aggettivo. Alle prove i Doors promisero che lo avrebbero fatto, ma durante la critica esibizione mantennero intatto il testo: il produttore, furioso, disse ai quattro che non sarebbero stati mai più invitati alla trasmissione, come in effetti accadde.
Il 24 dicembre 1967 i Doors registrarono per lo show televisivo della CBS Jonathan Winters Show due delle loro canzoni, Moonlight Drive e Light My Fire. Il 26 dicembre e il 28 dicembre 1967 i Doors suonarono alla Winterland Arena di San Francisco.

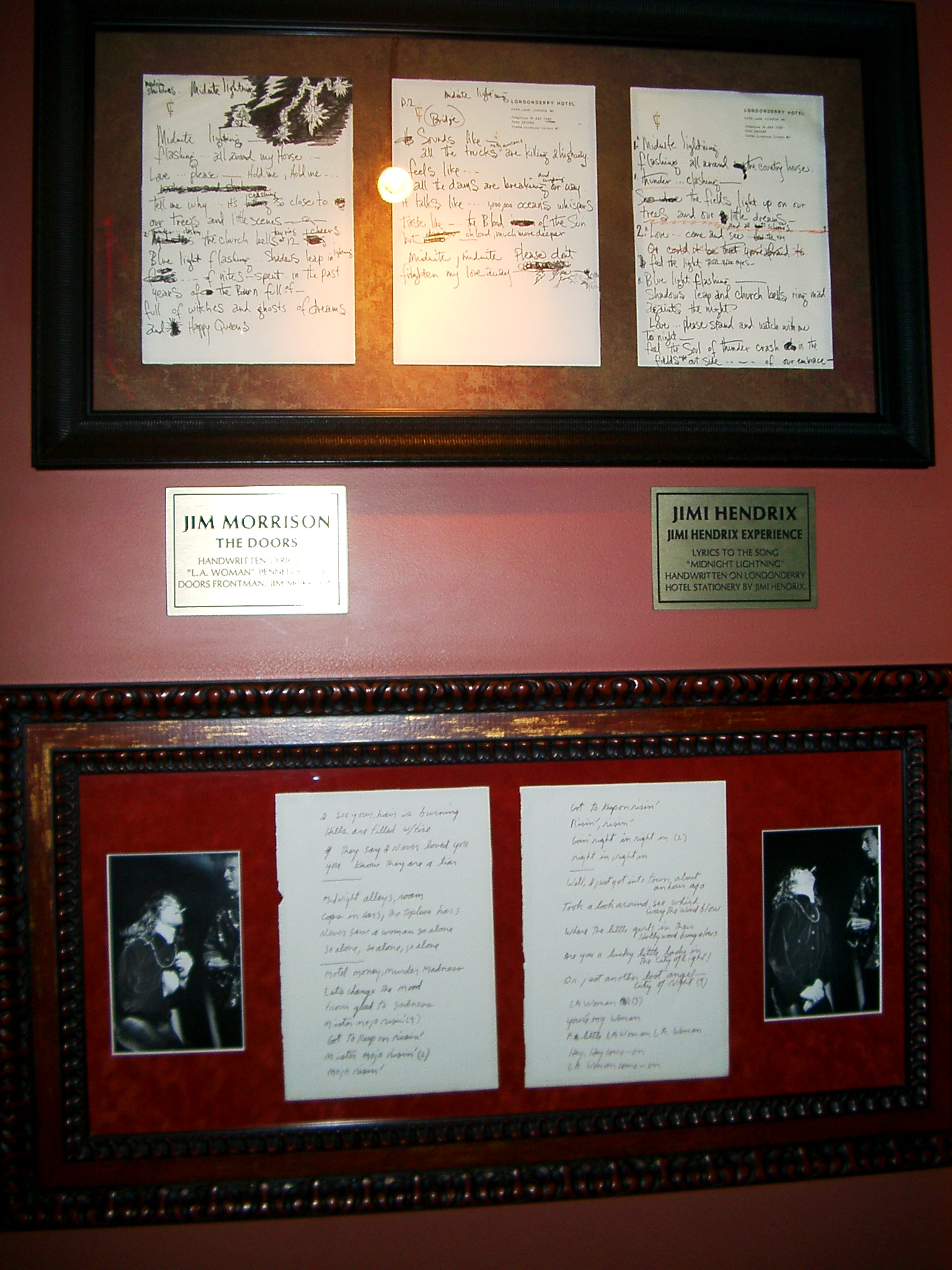
I testi delle canzoni L.A. Woman di Jim Morrison e Midnight Lightning di Jimi Hendrix all'Hard Rock Cafe di New York.

Il 30 e 31 dicembre 1967 i Doors suonarono a Denver.

#### L'Incidente di New Haven
Il 9 dicembre 1967 i Doors si esibiscono nell'arena di New Haven, Connecticut, dove Morrison viene arrestato sul palco con l'infamante accusa per indecenza e oscenità in pubblico dalla polizia locale, salvo poi essere scagionato dalle accuse rivolte contro di lui.
Pochi minuti prima di salire sul palco, Morrison non viene riconosciuto da un poliziotto e finisce per prendersi del liquido irritante in volto, perché si trovava appartato con un'amica nelle docce dell'arena; il poliziotto ordina loro di andarsene, Morrison si arrabbia per l'intrusione e reagisce in modo insolente. Una volta saliti sul palco durante Back Door Man Morrison si lancia in una diatriba sul comportamento del poliziotto, ed inizia a raccontare la storia apostrofando il poliziotto quale "ometto blu", a questo punto la polizia ordina al direttore di palco di accendere le luci nell'arena e di sospendere il concerto, mentre il tenente Kelly si dirige verso Morrison per arrestarlo. Morrison, nonostante Ray Manzarek e Bill Siddons provino a intervenire, viene poi trascinato dietro le quinte e pestato a sangue dalla polizia di New Haven che arrestò anche i reporter che scattarono fotografie e filmarono l'accaduto, sequestrando loro le pellicole.

#### Strange Days
Le registrazioni per il secondo album iniziano nel febbraio 1967 e terminano in agosto con Paul A. Rothchild come produttore, nel frattempo i Sunset Sound si modernizzano passando da quattro a otto piste, il titolo dell'album è Strange Days che esce alla fine di settembre del 1967. L'album si rivela un degno successore del primo disco, con canzoni che spaziano tra psichedelia, vaudeville, blues ed incursioni elettroniche, tra le quali spiccano People Are Strange, Love Me Two Times, Moonlight Drive e la lunga ed epica When the Music's Over che non fecero altro che rafforzare il valore del gruppo tra successo e sperimentazione musicale. Nonostante ciò, Paul A. Rothchild ebbe a dichiarare che l'album, seppur raggiungendo la posizione numero 3 nelle classifiche dei dischi, non ottenne il successo sperato e meritato a causa della mancanza di un singolo di successo come Light My Fire, impedendo al gruppo di raggiungere e superare il successo del disco d’esordio.

#### Waiting for the Sun
Nel luglio 1968 esce il terzo album dal titolo Waiting for the Sun, inciso negli studi di registrazione T.T.G. di Hollywood, tra febbraio e maggio, tra le canzoni prese in considerazione per essere incluse nel disco e poi escluse all'ultimo momento figuravano la cover Gloria di Van Morrison e la lunghissima composizione teatrale di Jim Morrison Celebration of the Lizard, per la pubblicazione ufficiale della quale bisognerà aspettare l'uscita dell'album live del 1970 Absolutely Live, mentre in Waiting for the Sun verrà inclusa una parte della composizione, intitolata Not to Touch the Earth. Nel marzo del 1968 i Doors decidono di avviare la produzione di un film documentario chiamato Feast of Friends costituito da spezzoni di concerti inframmezzati da riprese della band dietro le quinte e in tournée. Le riprese iniziano durante il tour nell'aprile 1968 e si concludono con il concerto finale dei Doors prima della partenza del tour Europeo, in programma nel mese di settembre dello stesso anno. I tecnici che si occupano della produzione sono amici del gruppo, Paul Ferrara alla regia, Babe Hill al sonoro e Frank Lisciandro curatore.
Nello stesso anno i Doors si apprestano a partecipare al loro primo tour europeo in programma per settembre con destinazione, Inghilterra, Germania, Paesi Bassi, Danimarca, e Svezia. La prima tappa è prevista a Londra dove i Doors sono accolti all'aeroporto di Heathrow da una troupe di Granada Television che li seguirà e filmerà per i giorni a venire alla Roundhouse di Londra dove i Doors sono attesi per esibirsi insieme ai Jefferson Airplane nelle serate del 6 e 7 settembre. Entrambi gli show sono ripresi da Granada Television per lo speciale televisivo The Doors Are Open mandato in onda per la prima volta il 4 ottobre 1968, e successivamente il 16 novembre su tutto il territorio del Regno Unito. Il 7 settembre i Doors tengono una conferenza stampa alla ICA Gallery di Londra, filmata e inclusa nello speciale The Doors Are Open (pubblicato nel 1998 in DVD).
Il precedente 5 settembre 1968 i Doors partecipano al programma televisivo della BBC Top of the Pops insieme ai Canned Heat, dove eseguono una versione live del singolo Hello, I Love You numero uno nelle classifiche dei singoli Billboard Hot 100 per due settimane negli Stati Uniti. Il 18 settembre 1968, i Doors appaiono alle 10 del mattino negli studi della Television-Byen di Gladsaxe, (Copenaghen) per essere filmati, per uno special televisivo che comprende un set di 30 minuti che include canzoni come Alabama Song, Back Door Man, Texas Radio & The Big Beat (The Wasp), Love Me Two Times, When the Music's Over, The Unknown Soldier dove saranno visti in gran parte dell'Europa (performance contenuta nel DVD The Doors Soundstage Performances del 2002).
 Terminano il loro tour europeo il 20 settembre in Svezia con due concerti registrati e trasmessi per intero in diretta dalla stazione radio di Stoccolma Radiohuset, dopo di che insieme al loro entourage fanno ritorno a Londra e poi volano a Los Angeles, mentre Jim Morrison e Pamela Courson rimangono a Londra (all'Hotel Belgravia) fino al 20 ottobre.

### 1969-71

#### L'incidente di Miami
Il 24 gennaio 1969, i Doors si esibiscono nell'arena del Madison Square Garden di New York, per un concerto che registra il tutto esaurito.

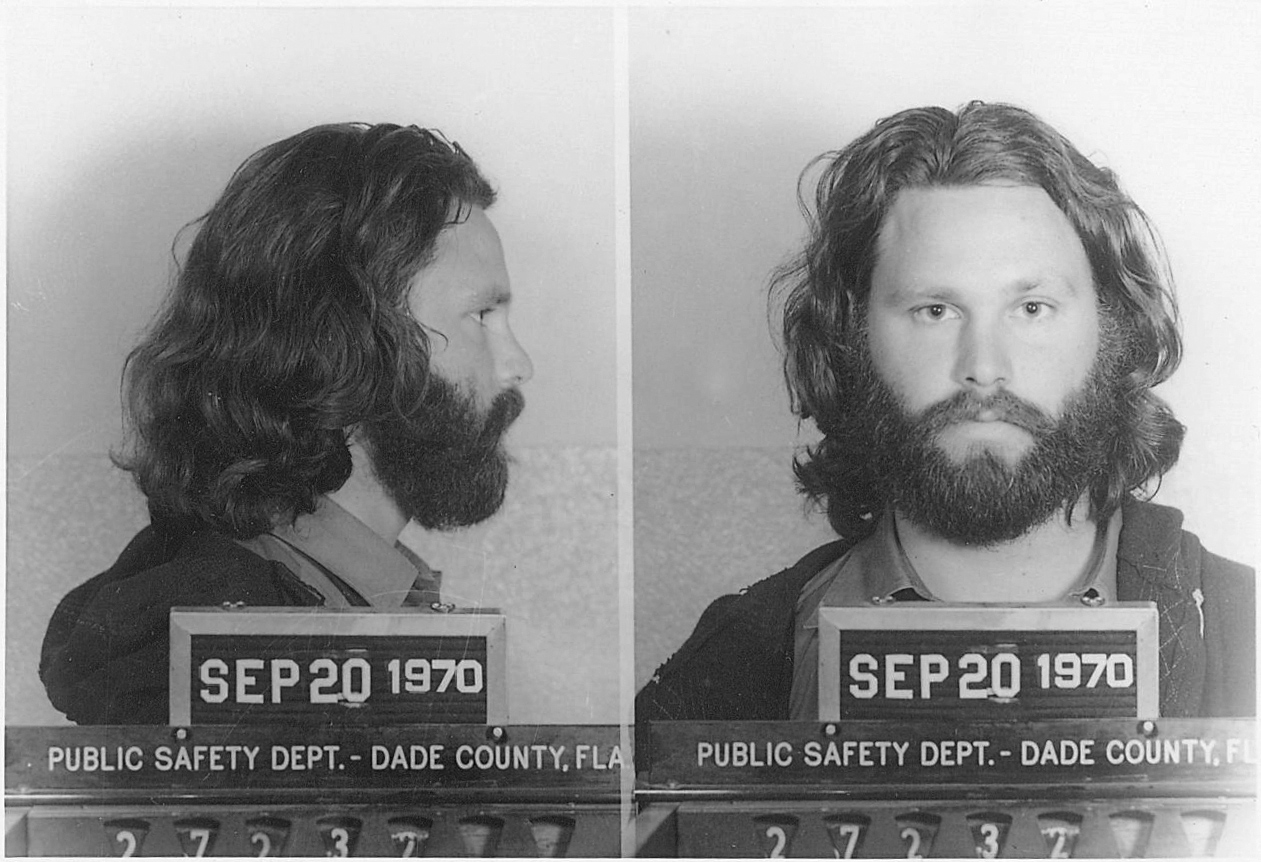
Foto segnaletica di Jim Morrison. 20 settembre 1970.

La settimana di Pasqua fuori Palm Springs, (CA) Jim Morrison, insieme al team di Feast of Friends (Paul Ferrara alla regia, Babe Hill al sonoro e Frank Lisciandro nel ruolo di curatore), filmano su pellicola a colori da 35mm HWY il film diretto da Jim Morrison. Il film racconta il vagabondaggio assassino di un autostoppista che dal deserto si dirige a Los Angeles. Purtroppo il film non verrà mai ultimato e di conseguenza pubblicato ufficialmente (anche se all'epoca venne proiettato in molti film festival e riscosse ottime recensioni). La versione del film che veniva proiettata all'epoca è della durata complessiva di 52:00 minuti, anche se esistono moltissime scene tagliate che non compaiono nella versione originale.

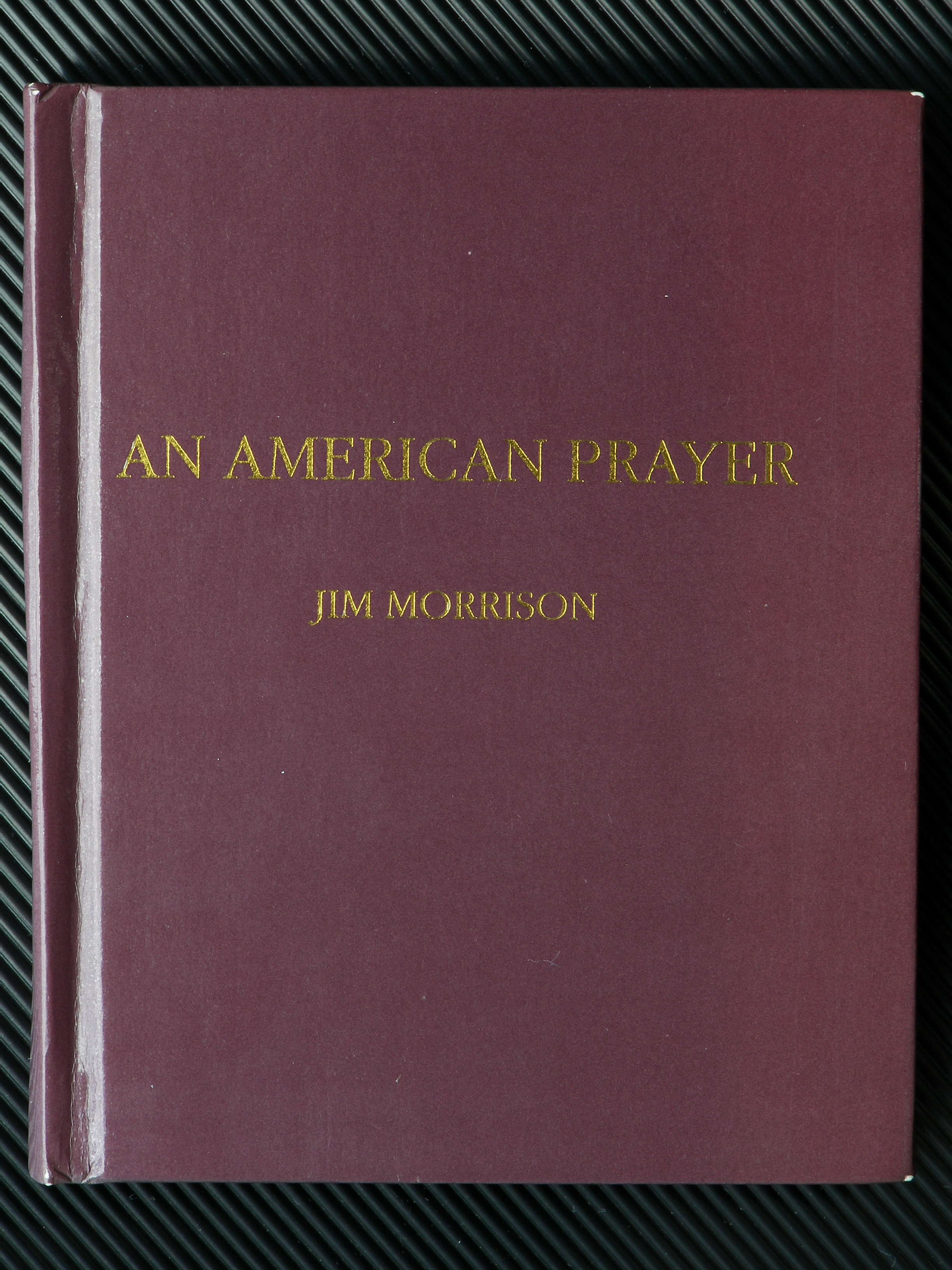
Il poema An American Prayer che Jim Morrison stampò privatamente nel 1970.

Immediatamente dopo, tuttavia, prende il via la parabola discendente, dovuta soprattutto alla dipendenza di Morrison dall'alcool, che prese ad influenzare non poco le registrazioni, se non addirittura le esibizioni dal vivo. Il culmine fu raggiunto al concerto che i Doors tennero a Miami il 1º marzo del 1969, quando Jim Morrison fu accusato di aver assunto atteggiamenti osceni. Sia i Doors che il tecnico Vince Treanor hanno sempre smentito l'accaduto, affermando che quella sera erano tutti vicini a Morrison e nulla accadde. Lo stesso Jim Morrison ha sempre sostenuto la sua innocenza: infatti, nonostante, durante quel concerto, siano state scattate almeno 430 fotografie, nessuna di esse mostra Morrison in atteggiamenti osceni.
A seguito di ciò, tuttavia, Morrison subì un processo, e venne liberato su cauzione, ma l'immagine della band ne uscì gravemente macchiata, al punto che furono annullati tutti i concerti che i Doors avevano iniziato in quel periodo. In seguito a ciò decisero di comune accordo di non partecipare al Festival di Woodstock, in quanto ritenuto dalla band uno spazio troppo vasto per la loro esibizione e che diminuiva notevolmente l'energia e l'intimità che ambienti più raccolti sono invece in grado di dare.

#### The Soft Parade

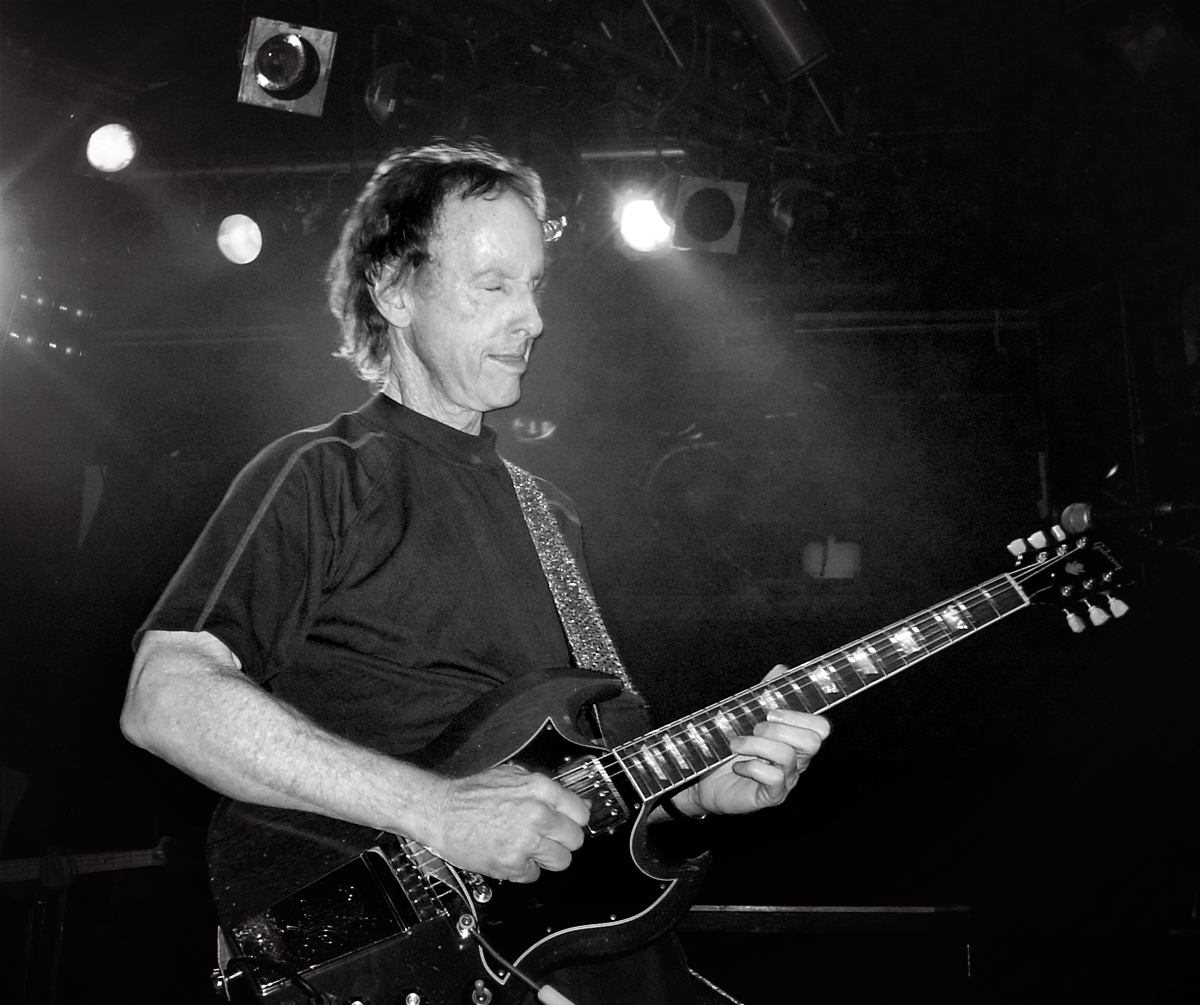
Robby Krieger con la sua chitarra Gibson SG, nel 2007.

In questo clima viene dato alle stampe il quarto album della band The Soft Parade che rispetto ai precedenti non ottiene l'esito sperato. Il cambio di direzione musicale e l'inserimento nelle sezioni musicali di orchestre e strumenti a fiato non fanno altro che indebolire la musica che i fan dei Doors erano abituati ad ascoltare nei primi dischi. Il primo singolo estratto dall'album è Touch Me scritta da Robby Krieger che si piazza alla posizione numero 3 nella classifica dei singoli, mentre l'album raggiunge la posizione numero 6. In aprile del 1969 i Doors partecipano al programma televisivo della PBS Critique diviso in due parti, il primo giorno, il 28, viene dedicato alla performances live dove i Doors eseguono canzoni vecchie, tratte dagli album precedenti e materiale nuovo dall'album The Soft Parade, il secondo giorno, il 29, invece vengono intervistati da Richard Goldstein, mentre il 14 giugno ritornano a esibirsi all'Auditorium Theatre di Chicago. Nel 2019, in occasione del cinquantesimo anniversario dall'uscita viene pubblicata una versione rimasterizzata ed estesa dell'album, in cui figura la lunga ed inedita jam session "Rock Is Dead", oltre ad alcune outtakes supplementari.

#### I concerti all'Aquarius Theatre di Hollywood
Nel luglio 1969 i Doors, dopo le sfortunate conseguenze di Miami, fanno definitivamente ritorno sulle scene musicali con due serate all'Aquarius Theatre di Hollywood offrendo al pubblico di Los Angeles una delle migliori e più energiche performance musicali che la città abbia mai ospitato.
Le due performance del giorno 21, più le prove del 22, vengono registrate e poste in archivio, fino alla pubblicazione avvenuta nel 2002 tramite l'etichetta Bright Midnight Archives creata appositamente dai Doors per la pubblicazione di performance storiche.
Il 13 settembre 1969 I Doors partecipano al Toronto Rock and Roll Revival festival, ad attenderli ci sono più di 22.000 persone, insieme ad artisti come Whiskey Howl, Junior Walker and the All Stars, Cat Mother and the All Night News Boys, Chuck Berry, Jerry Lee Lewis, Bo Diddley, Chicago, Alice Cooper, Tony Joe White, Little Richard, Gene Vincent, John Lennon e quest'ultimo insieme a Yōko Ono, si esibiscono prima dei The Doors con la Plastic Ono Band con Eric Clapton alla chitarra principale, Klaus Voorman al basso e Alan White alla batteria, mentre Lennon presenterà anche il festival filmato da D. A. Pennebaker e pubblicato con il titolo Sweet Toronto.

#### Morrison HoteleAbsolutely Live

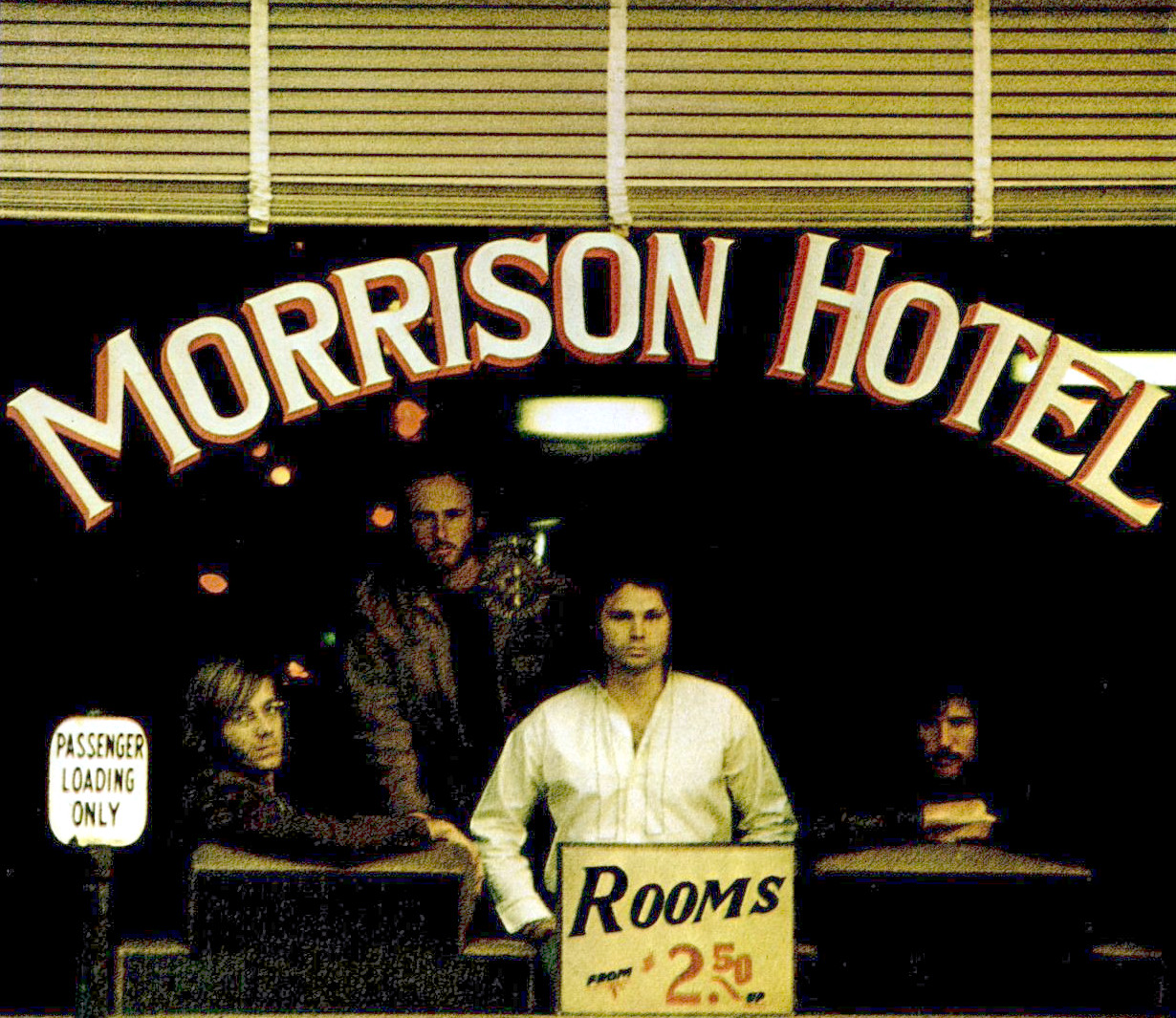
La copertina dell'album Morrison Hotel

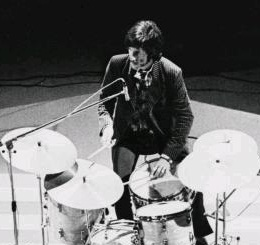
John Densmore alla Television-Byen di Gladsaxe, Copenaghen, nel 1968.

Con la pubblicazione del quinto album Morrison Hotel i Doors abbandonano il progetto intrapreso con l'album The Soft Parade e non fanno altro che tornare alle loro radici e al sound grezzo di garage blues band e ottengono migliori risultati con canzoni come You Make Me Real/Roadhouse Blues, mentre l'album raggiunge la posizione numero 4. Nello stesso anno esce il primo disco live del gruppo e cioè Absolutely Live inciso durante il Roadhouse Blues tour con concerti registrati tra luglio 1969 e maggio 1970 durante i seguenti Show: Aquarius Theatre, Hollywood 21/07/1969; Felt Forum Arena, New York 17-18/01/1970; Boston Garden Arena, Boston 10/04/1970; Philadelphia Spectrum Arena, Filadelfia 01/05/1970; Pittsburgh Civic Arena, Pittsburgh 02/05/1970 e Cobo Hall Arena, Detroit 08/05/1970. Nell'estate del 1970 i Doors continuano a suonare nelle grandi arene, il 5 giugno faranno tappa a Seattle, il 6 giugno a Vancouver insieme al Bluesman Albert King, che a metà scaletta si unirà con i Doors sul palco suonando la chitarra in molte canzoni (entrambi i concerti vengono registrati e trasmessi dalle stazioni radio di Seattle e Vancouver e posti in archivio), esistono molte registrazioni bootleg di questi concerti, che non sono mai stati pubblicati ufficialmente, solo alcune tracce appaiono nel The Doors Box Set del 1997.
Nell'agosto del 1970 i Doors partecipano a quello che spesso viene definito l'ultimo dei grandi festival e cioè quello dell'isola di Wight, per un totale di cinque giorni di musica e con un pubblico che si aggira tra le 600.000 e le 700.000 persone e a cui presero parte artisti come Jimi Hendrix, The Who, Miles Davis, Emerson, Lake & Palmer, Jethro Tull, Free, Joni Mitchell, Joan Baez, Ten Years After, Sly & The Family Stone, e tanti altri, il tutto documentato nel film di Murray Lerner Message to Love dove sono presenti due video dei The Doors: When The Music's Over e The End (pubblicato il 21 febbraio 1997 in DVD). Per Jim Morrison e Jimi Hendrix saranno tra gli ultimi concerti prima della loro scomparsa: per il primo sarà l'ultimo in Europa, mentre per il secondo sarà uno degli ultimi prima della sua morte avvenuta circa tre settimane dopo l'esibizione al festival dell'Isola di Wight.

#### Gli ultimi concerti, Dallas e New Orleans

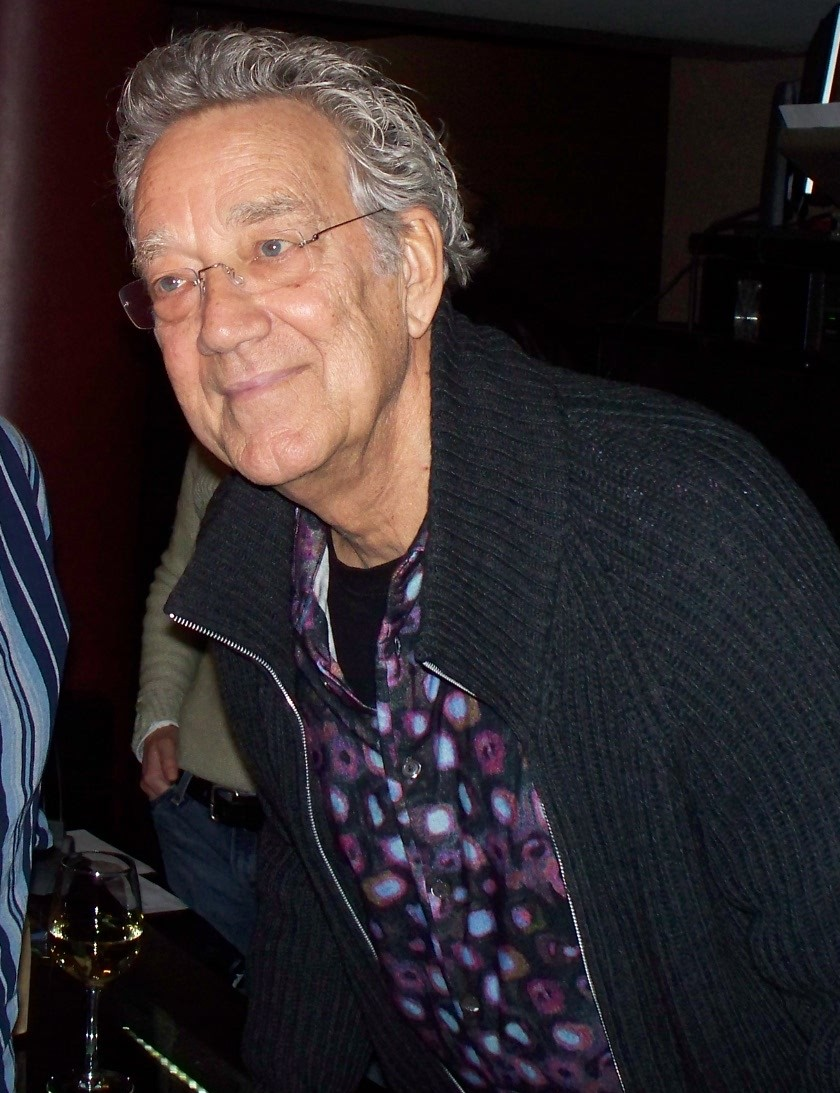
Ray Manzarek nel 2007.

Dopo l'esibizione al festival dell'Isola di Wight sul finire del 1970 i Doors decidono di esibirsi a Dallas e New Orleans: per Jim saranno gli ultimi concerti. Durante l'esibizione di New Orleans accadde l'imprevisto: Morrison era talmente ubriaco e spossato, per via delle vicende del processo di Miami, che iniziò a saltare intere strofe di canzoni finché, improvvisamente, si accasciò sull'asta del microfono come una marionetta cui abbiano di colpo allentato i fili. Ray Manzarek, a proposito dell'incidente, affermerà di aver avuto l'impressione che le energie di Jim si fossero esaurite di colpo.
I Doors decisero allora di prendersi una pausa di riflessione e di smettere per un po' di suonare in giro e concentrarsi sul lavoro in studio, mentre Jim, insieme alla compagna Pamela Courson, decide di trasferirsi a Parigi non appena terminate le incisioni dell'ultimo album in lavorazione, cioè L.A. Woman.

#### L.A. Woman
L'ultimo album in studio con Morrison ancora in vita è L.A. Woman che è sicuramente da considerarsi l'album più blues dell'intera produzione, oltre che il testamento spirituale della band.
Le registrazioni iniziano verso la fine del 1970 e si protraggono fino al completamento dell'album avvenuto in aprile del 1971; i singoli estratti dall'album furono Love Her Madly e Riders On The Storm, che si piazzarono rispettivamente alla posizione 11 e 14 nelle classifiche dei singoli, mentre l'album raggiunse la posizione numero 9. A questo punto Jim, avendo portato a termine il suo impegno con la casa discografica Elektra si sentì libero da qualsiasi vincolo contrattuale, e decise con la sua compagna Pamela Courson di partire prima per un viaggio in Marocco e poi di stabilirsi a Parigi.

#### Parigi, la morte di Jim Morrison

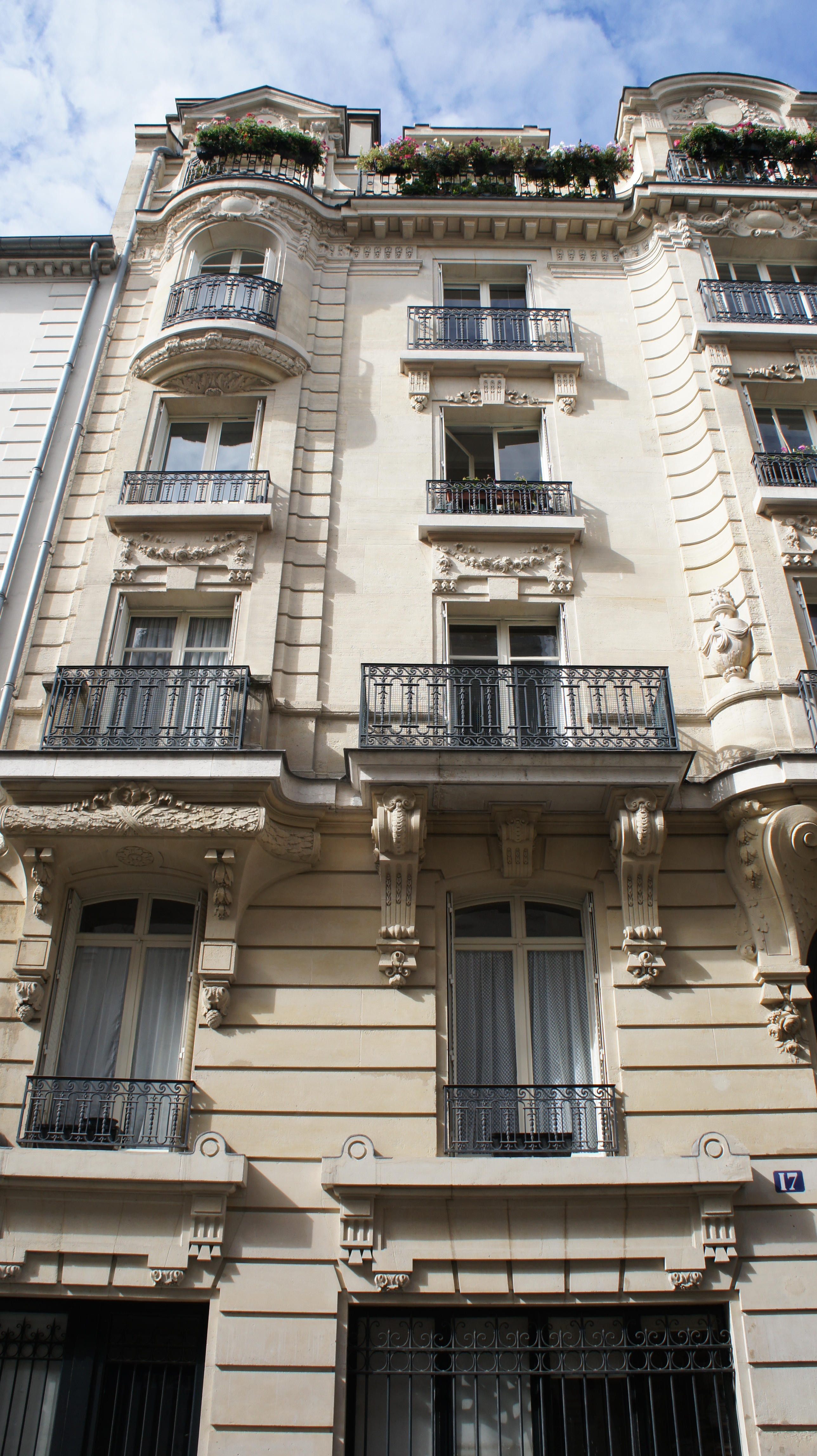
La casa parigina di Jim Morrison, in Rue Beautreillis nr. 17 (terzo piano).

Il 3 luglio del 1971, Morrison morì in circostanze mai del tutto chiarite; il suo corpo venne ritrovato privo di vita nella vasca da bagno del suo appartamento a Parigi, in Rue Beautrellis 17.
Si concluse che fosse morto per arresto cardiaco, anche se successivamente venne rivelato che nessuna autopsia venne effettuata prima che il corpo di Morrison fosse sepolto al cimitero di Père-Lachaise di Parigi.

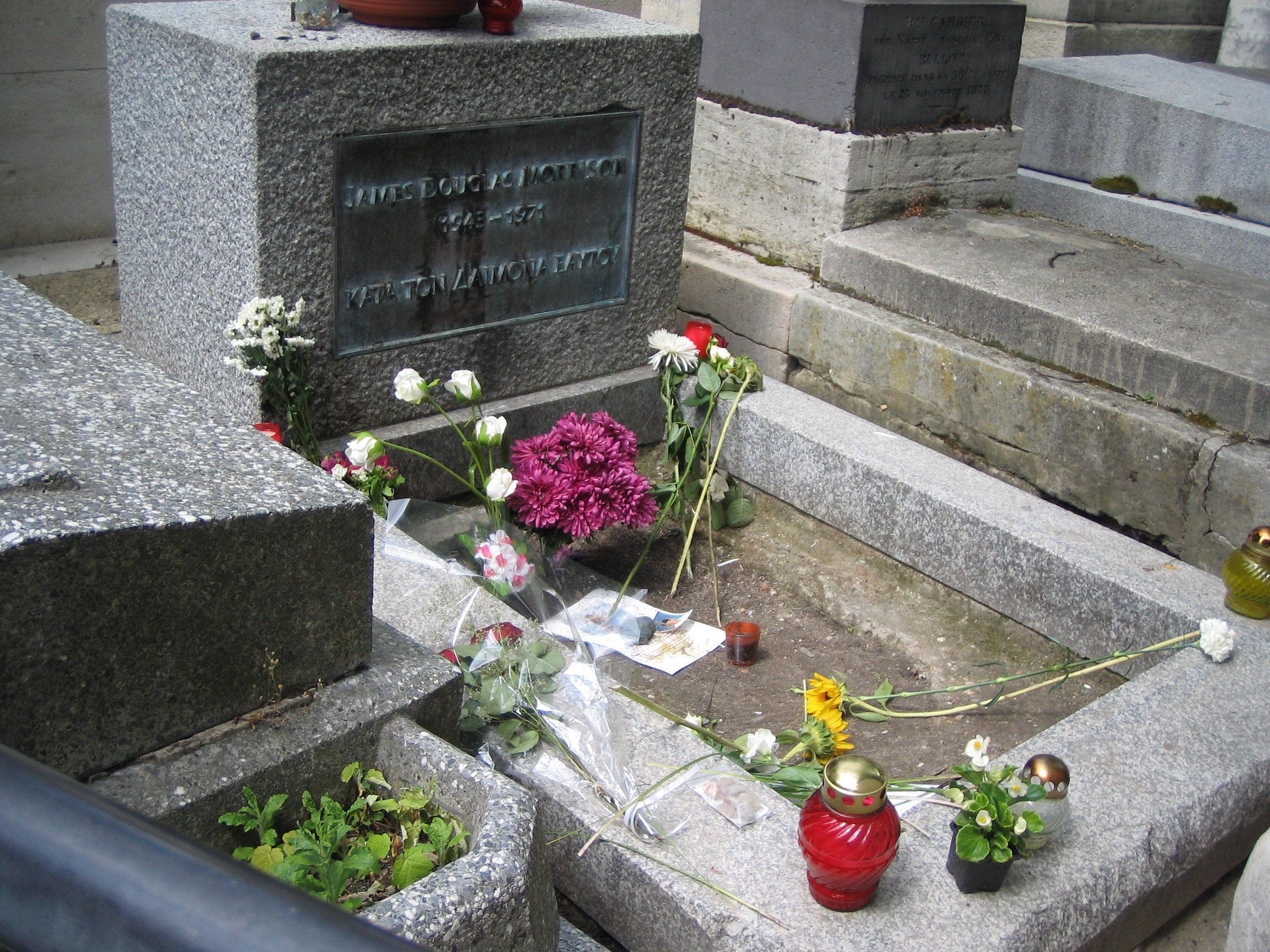
La tomba di Jim Morrison al cimitero di Père-Lachaise di Parigi.

La sua morte rimane avvolta nel mistero, visto che nessuno – oltre alla sua fidanzata e al suo dottore – ha mai visto il corpo di Jim Morrison. Per evitare un continuo via vai di fotografi, persone famose e gente comune, si decise per una cerimonia funebre semplice all'interno del cimitero di Père-Lachaise alla quale erano presenti Pamela, Bill Siddons, Agnes Varda e al massimo altre 4 o 5 persone. La scomparsa di Morrison avvia così due movimenti: quello delle migliaia di fan che annualmente recano visita alla sua tomba in un cimitero di Parigi e quello, contrario, di coloro che credono che il cantante-mito sia vivo e vegeto a godersi la sua strana vita in qualche remoto angolo di mondo.
La morte di Jim Morrison avvenuta all'età di 27 anni va così ad aggiungere l'artista al cosiddetto Club 27 (che indica gli artisti deceduti all'età di 27 anni) che comprende artisti come Brian Jones, nato a Cheltenham il 28 febbraio 1942 e morto a Hartfield il 3 luglio 1969, Jimi Hendrix nato a Seattle il 27 novembre 1942 e morto a Londra il 18 settembre 1970, Janis Joplin, nata a Port Arthur il 19 gennaio 1943 e morta a Los Angeles il 4 ottobre 1970, Kurt Cobain, nato ad Aberdeen il 20 febbraio 1967 e morto a Seattle il 5 aprile 1994 ed Amy Winehouse nata a Londra il 14 settembre 1983 e morta a Londra il 23 luglio 2011.

### 1971–73

#### Other VoiceseFull Circle

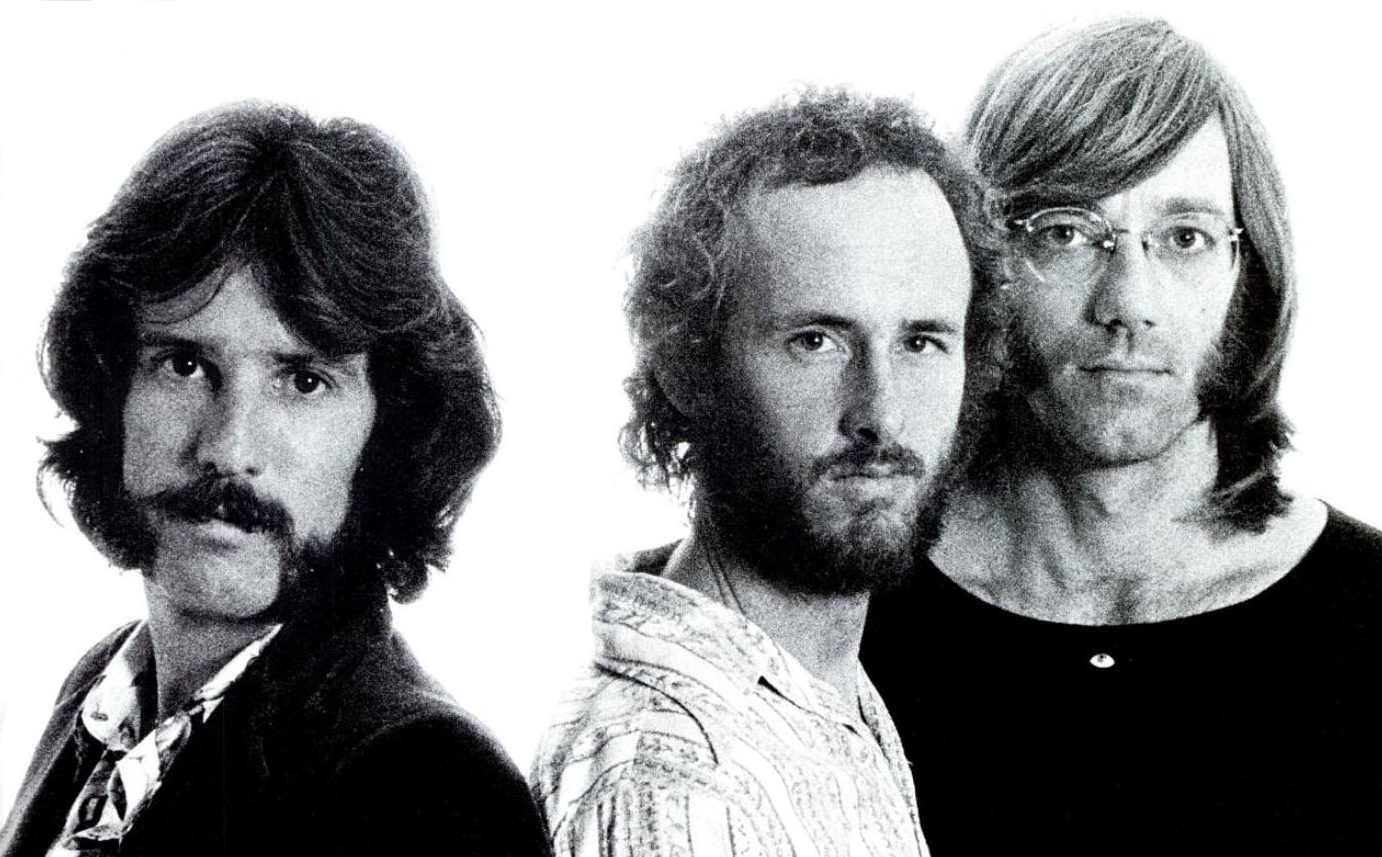
I tre Doors "superstiti" nel 1971, dopo la morte di Jim Morrison.

Gli altri membri del gruppo continuarono nell'attività artistica ed incisero altri due album , Other Voices e Full Circle — quest'ultimo caratterizzato da un ulteriore approfondimento nel jazz — senza però riscuotere gli stessi consensi. Quindi sciolsero il gruppo, cercando di intraprendere carriere soliste. Sia Other Voices sia Full Circle sono stati pubblicati ufficialmente in un CD dalla Bright Midnight Elektra negli Stati Uniti d'America; prima esistevano solo come bootlegs in un unico CD prodotto dalla Butterfly Productions, in Germania e dalla Cdmaximum in Russia.

### 1978

#### An American Prayer
Il terzo album post-Morrison, An American Prayer, fu realizzato nel novembre 1978. I tre Doors superstiti si riunirono per la registrazione di questo album, realizzato sovrapponendo la voce di Jim Morrison tratta da una registrazione perlopiù di poesie declamate dal cantante nel 1970 alle musiche composte per l'occasione. L'album raggiunse un notevole successo di vendite tanto che negli anni seguenti si è aggiudicato il disco di platino.

#### Eredità e influenze (1974–presente)
- Nel 1979 il regista cinematografico Francis Ford Coppola utilizza la celeberrima canzone The End per il suo famosissimo Apocalypse Now, film capolavoro sulla guerra del Vietnam con Martin Sheen e Marlon Brando tra gli attori del cast.
- Nel 1980 Jerry Hopkins e Danny Sugerman realizzano la biografia su Jim Morrison No One Here Gets Out Alive che diventa un bestseller.
- Nel 1983 i rimanenti Doors pubblicano Alive, She Cried, una collezione di performance live, ed insieme ad essa il singolo Gloria che si piazza alla posizione numero 71, mentre l'album diventa disco d'oro.
- Nel 1991 il regista Oliver Stone gira The Doors, un film molto criticato dai fans del gruppo ma che ha contribuito nei più giovani a rinfocolare la passione per la musica della band. Val Kilmer interpreta Jim Morrison mentre Meg Ryan è la sua fidanzata Pam. Ray Manzarek critica aspramente il film di Stone nel suo libro Light My Fire, la mia vita con Jim Morrison, definendolo un'esagerazione grottesca per l'errata interpretazione del superuomo di Nietzsche e per aver fatto apparire Morrison come un fascista, accusando lo stesso Stone di latente antisemitismo.
- Nel 1993, Ray Manzarek, John Densmore, e Robby Krieger si riuniscono per essere introdotti nella Rock and Roll Hall of Fame. Eddie Vedder, cantante dei Pearl Jam, introduce la cerimonia di ingresso cantando con i Doors tre performance live: Roadhouse Blues, Break on Through (To the Other Side) e Light My Fire.
- Nel 2000, Ray Manzarek, John Densmore e Robby Krieger si riuniscono per partecipare alla performance della serie televisiva VH1 Storytellers: tra i cantanti scelti per partecipare al programma figurano Ian Astbury dei The Cult, Scott Stapp dei Creed, Scott Weiland dei Stone Temple Pilots, Perry Farrell dei Jane's Addiction, Pat Monahan dei Train e Travis Meeks dei Days of the New, performance che in seguito verrà pubblicata in DVD con il titolo VH1 Storytellers - The Doors: A Celebration.

#### The Doors of the 21st Century (2002– presente)
Nel 2002, Ray Manzarek e Robby Krieger formano un nuovo gruppo chiamato The Doors of the 21st Century. La formazione prevedeva come cantante Ian Astbury, con Angelo Barbera al basso e Stewart Copeland dei Police alla batteria, che in seguito verrà rimpiazzato da Ty Dennis, mentre Densmore si chiama fuori dal progetto. Il gruppo partecipa ad una nuova serie di concerti e registra e pubblica nel 2003 il DVD The Doors of the 21st Century: L.A. Woman Live.

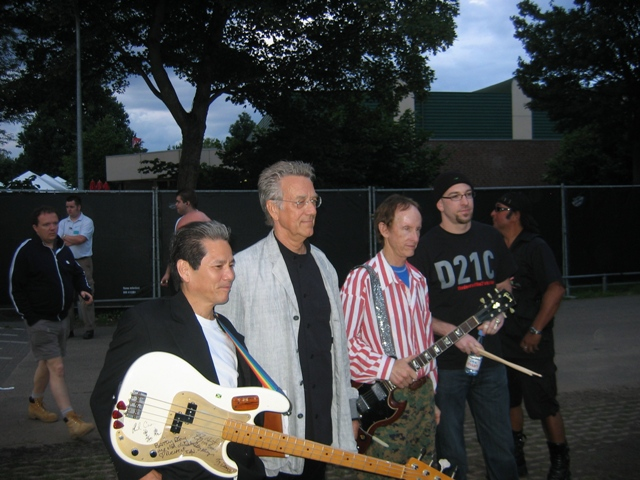
Phil Chen, Ray Manzarek, Robby Krieger e Ty Dennis nella band "The Doors of the 21st Century".

Nel 2005, in seguito ad una causa portata avanti da John Densmore nei confronti dei due ex compagni Manzarek e Krieger che nel frattempo continuavano a farsi chiamare The Doors, Densmore riesce a vincerla e ad ottenere che il gruppo formato dai due compagni non potrà più usare la sigla e farsi chiamare "D21C"; a questo punto Manzarek annuncia un nuovo nome per il gruppo chiamato Riders On The Storm. Il 16 febbraio 2007 Ian Astbury lascia i Riders on the Storm, e si riunisce con la sua vecchia band The Cult. Nel marzo 2007 Scallions viene scelto come cantante per i Riders On The Storm in sostituzione di Ian Astbury, nel progetto formato dai membri rimanenti dei The Doors figurano Robby Krieger e Ray Manzarek.
Il 20 aprile 2008 i membri dei The Doors Manzarek e Robby Krieger si recano in Ecuador nella capitale della città di Quito per continuare a celebrare i 40 anni di esistenza con un concerto di riunione. I due si presentano e suonano con il nome "Riders On The Storm" con Ty Dennis alla batteria e Phil Chen (che aveva già suonato con Robby e John Densmore nella The Butts Band) suona il basso. Nell'agosto 2008 la Corte Suprema della California decide che Krieger e Manzarek non potranno più usare il nome "The Doors" in esibizioni e concerti dal vivo. Nel febbraio 2009 Ray e Robby decidono di andare in tour usando il nome "Ray Manzarek e Robby Krieger dei The Doors." Nel luglio 2009 suonano al "Gathering Of The Vibes" festival nel Connecticut, mentre ad ottobre all'"Under Jam" nel Neve, Nevada.
Nel tour figura l'originale batterista John Densmore. Nel luglio 2011 suonano due volte in Italia, il 9 a Pistoia (ospiti del Pistoia Blues Festival) e l'11 a Grado (GO). Il 20 maggio 2013 muore Ray Manzarek, per cancro al dotto biliare.

#### Nuovo materiale d'archivio

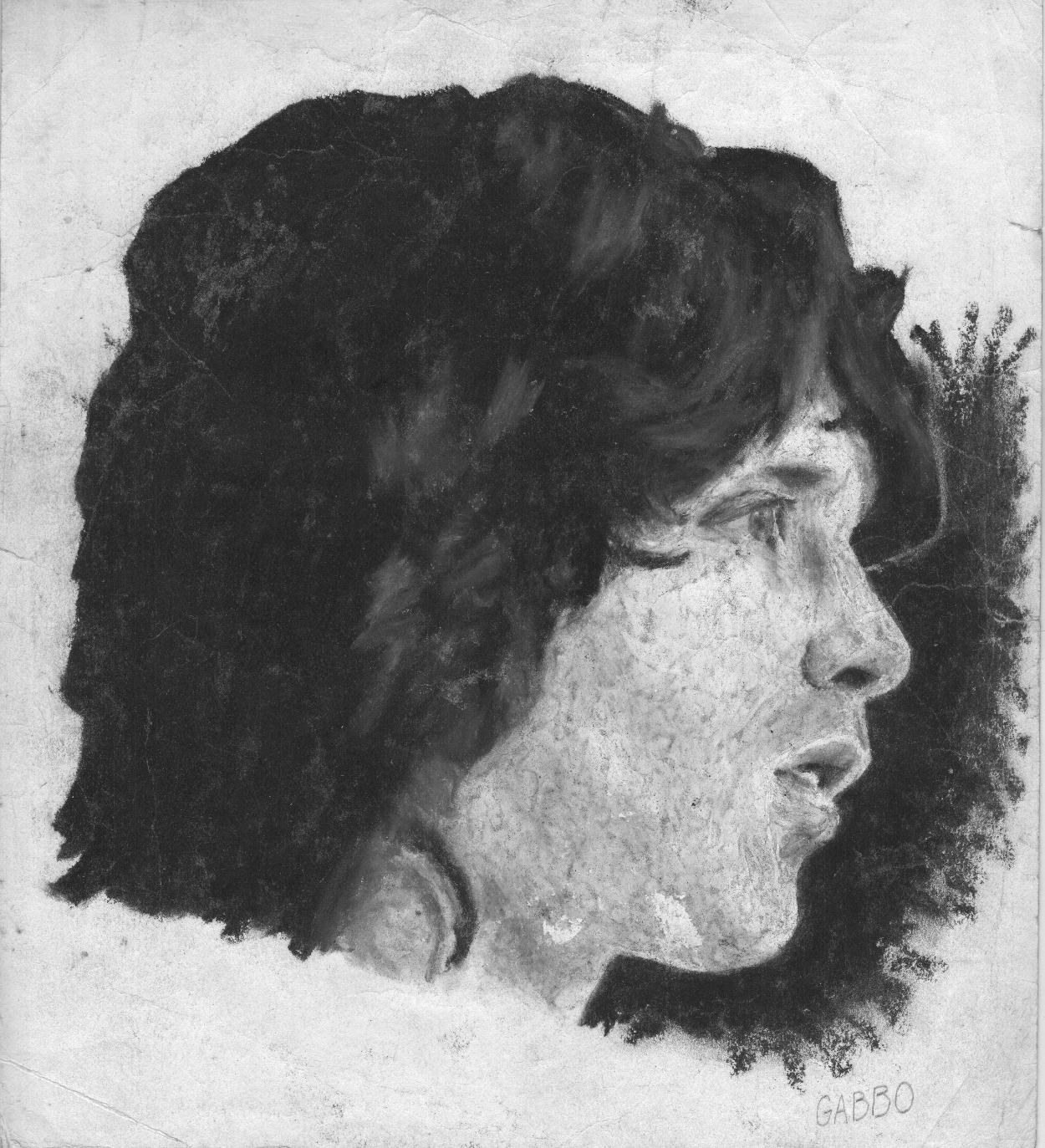
Ritratto di Jim Morrison.

Nel 1997 i The Doors pubblicano il primo cofanetto box set, composto da registrazioni d'archivio mai pubblicate ufficialmente.
Il box è formato da 4 CD più un libro con annotazioni e foto varie della band: il primo CD comprende una selezione di brani (Demo – Live – versioni alternative – Outtakes) del periodo 1965 - 1970, dove troviamo per la prima volta la composizione Rock Is Dead registrata nel 1969; il secondo CD comprende invece materiale esclusivamente live e cioè Live in New York 1970, registrazione effettuata il 17 e 18 gennaio 1970 in occasione delle due serate al Felt Forum di New York; il terzo CD invece contiene una selezione di brani (Demo – Live – Outtakes) del periodo 1965 - 1971, mentre il quarto CD è un atipico greatest hits composto da materiale pubblicato in precedenza con brani scelti personalmente dai tre Doors superstiti.
Nel novembre del 2000, i Doors annunciano la creazione di una nuova etichetta, la Bright Midnight Records, con il progetto di 36 album e 90 ore di materiale mai pubblicato dell'era Morrison da pubblicare in CD. Il lancio della Bright Midnight Records iniziò con la pubblicazione del CD The Bright Midnight Sampler, un album compilation live dei Doors pubblicato in USA che è l'equivalente del CD pubblicato in Europa dal titolo Bright Midnight: Live in America. Registrato tra luglio 1969 ad agosto 1970 il live contiene varie registrazioni di concerti eseguiti negli Stati Uniti e presenta un estratto del materiale d'archivio registrato dal vivo che la band pubblicherà negli anni a venire con l'etichetta Bright Midnight Archives. Il secondo invece è il doppio CD Live in Detroit, registrato alla Cobo Arena l'8 maggio 1970 e pubblicato nel 2000. Le altre pubblicazioni negli anni a venire sono: Live at the Aquarius Theatre: The First Performance, Live at the Aquarius Theatre: The Second Performance e Backstage and Dangerous: The Private Rehearsal, registrato all'Aquarius Theatre di Hollywood il 21 e 22 luglio 1969 e pubblicato nel 2001 e 2002.
Nel 2001 i Doors pubblicano: No One Here Gets Out Alive, un box set costituito da 4 CD che è una sorta di documentario radiofonico condotto da Los Angeles dal DJ Jim Ladd, e inframmezzato da spezzoni di canzoni già edite con interviste ai Doors che raccontano la storia della band; esso si ispira al famosissimo libro e documentario di Jerry Hopkins e Danny Sugerman No One Here Gets Out Alive (tradotto anche in italiano con il titolo "Nessuno uscirà vivo da qui"). Inizialmente il box fu pubblicato in edizione limitata di 150 copie in vinile mentre successivamente dai vinili originali è stato riversato in CD e ne hanno rimasterizzatto digitalmente più copie. Nel 2003 è la volta di Boot Yer Butt un set di 4 CD comprendente materiale esclusivamente bootleg del periodo 1967-1970.
Nel 2005 i Doors pubblicano Live in Philadelphia '70, 2 CD, che comprende il concerto di Filadelfia registrato il 1º maggio 1970 alla Spectrum Arena di Filadelfia. Nel 2007, pubblicano Live in Boston 1970, 3 CD che documentano il concerto della band registrato a Boston il 10 aprile 1970. Nel 2008 vengono pubblicati Live in Pittsburgh 1970 e il più recente Live at The Matrix 1967 registrato il 7 e 10 marzo 1967 al Matrix Club di San Francisco. Tra le tante registrazioni in possesso dei Doors mai pubblicate ufficialmente troviamo: i due concerti di Stoccolma del 20 settembre 1968 registrati dalla stazione radio di Stoccolma Radiohuset, il concerto di Seattle del 5 giugno 1970, il concerto di Vancouver del 6 giugno 1970, il concerto di Bakersfield registrato alla Bakersfield Civic Auditorium il 21 agosto 1970, il concerto dell'Isola di Wight del 1970, il concerto all'Hollywood Bowl 1968 (mai pubblicato integralmente in CD, solo in DVD omettendo le canzoni Hello, I Love You e parte di Spanish Caravan) e il concerto al Felt Forum di New York del 17 e 18 gennaio 1970 che i Doors registrarono in previsione della pubblicazione di un album live che sarebbe poi diventato Absolutely Live.
Nel 1999 i Doors pubblicano il secondo box set The Complete Studio Recordings composto da 6 CD + Essential Rarities (escludendo Other Voices – Full Circle – An American Prayer). Nel gennaio 2006 i Doors pubblicano Love/Death/Travel Box Set che consiste in 3 CD più 1 DVD di materiale già edito (solo per collezionisti). Il 21 novembre 2006 i Doors celebrano il loro quarantesimo anniversario pubblicando il cofanetto Perception composto da 6 CD più 6 DVD in 5.1 Surround (prodotto e mixato da Bruce Botnick) in 96 kHz/24-bit LPCM, Dolby Digital, e DTS con 2 video per ogni DVD, tutti i video presenti nei DVD sono già editi, tranne l'inedito, presente in L.A. Woman; Crawling King Snake, filmato durante le sessioni di registrazione per l'album L.A. Woman dalla rete televisiva australiana GTK. I dischi sono accompagnati da libriccini con foto e nuove annotazioni di Botnick, continuando ad omettere Other Voices – Full Circle – An American Prayer, il box comprende i 6 album tradizionali, con aggiunta di materiale outtake, prove e dialoghi in studio.
Nel luglio del 2011 in seguito al quarantesimo anniversario dalla morte di Jim Morrison avvenuta a Parigi il 3 luglio 1971, la Elektra Records insieme alla Rhino Records pubblicano The Doors A Collection, un box set contenente tutta la discografia ufficiale incisa dal 1966 al 1971. Nel novembre del 2011 per il 40º anniversario esce L.A. Woman Expanded Edition su 2 CD e il video Mr Mojo Risin' in DVD/Blu-ray Disc. Nel novembre 2012 Rhino pubblica The Doors at the Bowl '68 in CD/DVD/Blu-ray Disc. Nel novembre 2013 Rhino pubblica The Doors R-Evolution, una raccolta di video promo ed esibizioni televisive della band in DVD/Blu-ray Disc. Nel novembre 2014 Rhino pubblica The Doors Feast of Friends, un documentario girato e montato nel 1968, durante l'American Tour 1968 con scene girate sul palco e dietro le quinte in DVD/Blu-ray Disc.

#### Il documentarioWhen You're Strange
Nel 2009 esce il documentario When You're Strange, diretto da Tom DiCillo e prodotto da Peter Jankowski, con voce narrante di Johnny Depp (nella versione italiana la voce è di Morgan). Inclusi nei 90 minuti vi sono sequenze inedite che mostrano Manzarek e Morrison alla scuola di cinema dell'Ucla, a Los Angeles, e filmati che ripercorrono la parabola del gruppo, dalla nascita della band alla tragica morte di Jim Morrison, in un arco temporale che va dal 1965 al 1971.
Molto del materiale è stato prelevato dai due film dell'epoca dei Doors, e cioè Feast Of Friends e HWY. Ray Manzarek dichiarò che il cine-documentario fosse il vero "anti-Stone", in riferimento al film The Doors di Oliver Stone, pellicola nella quale Manzarek e gli altri membri della band non si sono mai rispecchiati. John Densmore disse di essere stato commosso dal film, perché «mostra Jim agli inizi, la sua innocenza, timidezza e tutto quanto. Mi piace moltissimo vederlo così, come il Jim che conoscevo».
 La prima proiezione pubblica è stata al Sundance Film Festival 2009 di Park City, Utah, mentre il DVD è stato pubblicato il 29 giugno del 2010.. In Italia il biopic è stato proiettato nei cinema il 21 giugno 2011. Frank Lisciandro, amico fraterno di Morrison e montatore di HWY, ha altresì dichiarato che, pur essendo un tentativo apprezzabile, "When You're Strange nel complesso risulta insoddisfacente".

## Stile musicale
Considerati i rappresentanti della psichedelia cupa insieme ai Jefferson Airplane e i Quicksilver Messenger Service, i Doors fondono blues, rock psichedelico, jazz, rock & roll, riferimenti orientali e classici concedendosi alcune occasionali incursioni nel raga rock. Celebri per il cantato versatile e sensuale del loro leader Jim Morrison, i Doors sono citati importantissimi ispiratori del punk rock, del rock gotico e del rock alternativo. Qualcuno li ha definiti "i re dell'acid rock" mentre altri li considerano esponenti del blues-rock, del rock 'n' roll e dell'hard rock . I Doors sono stati anche catalogati come band art rock, grazie a composizioni come "The End", "When The Music's over", "Celebration of the Lizard" (in cui alcune parti di poesia recitata si snodano su stilemi musicali di forte ispirazione free jazz) e "The Soft Parade". Il secondo album in particolare è degno di nota poiché porta il gruppo in territori innovativi quali la musica elettronica e la musica concreta, con l'utilizzo di strumenti piuttosto inediti ed atipici per l'epoca nella scena rock quali il sintetizzatore Moog e la marimba. Il quarto album segna invece un isolato ma notevole allontanamento stilistico dalle sonorità abituali: vengono introdotti strumenti a fiato (sassofono, trombone e corno inglese), ad arco (violino), caraibici (conga) e mediterranei (mandolino), donando ad alcuni brani sonorità bluegrass e big band. Suggestive sono le sperimentazioni con il funk in "Soul Kitchen", "Peace Frog" e "The Changeling", il cabaret in "Alabama Song (Whisky Bar)" (audace rivisitazione dell'originale di Bertolt Brecht e Kurt Weill tratta dall'opera Ascesa e caduta della città di Mahagonny), e il flamenco in "Spanish Caravan". Caratteristica distintiva del gruppo nelle improvvisazioni musicali dal vivo è l'ampio uso del turnaround, un'originale struttura di accordi jazz che viene ripetuta principalmente alla fine di una sezione nei brani di lunga durata, rendendo possibile la sovrapposizione di molteplici giri melodici ed armonici, spesso tramite una scala minore. Frequenti nel repertorio dei Doors sono inoltre libere improvvisazioni caratterizzate da passaggi dodecafonici e rumoristici ed effetti come delay e riverbero, realizzate per accompagnare sessioni di poesia orale o riempire lunghe jam sessions strumentali, nonché passaggi pentatonici che creano grandi flussi di tensione sonora.

## Formazione
- Jim Morrison - voce (1965-1971)
- Ray Manzarek - tastiera, voci (1965-1973)
- John Densmore - batteria (1965-1973)
- Robby Krieger - chitarra (1965-1973)
- Rick Manzarek - chitarra (1965)
- Jim Manzarek - armonica (1965)
- Patty Sullivan - basso (1965)

## Discografia

### Album in studio
- 1967 - The Doors
- 1967 - Strange Days
- 1968 - Waiting for the Sun
- 1969 - The Soft Parade
- 1970 - Morrison Hotel
- 1971 - L.A. Woman
- 1971 - Other Voices
- 1972 - Full Circle
- 1978 - An American Prayer

## I Doors in italiano
Le canzoni dei Doors sono state tradotte in italiano da molti parolieri; di seguito viene riportato un elenco non esaustivo di alcune cover (con l'indicazione del titolo in italiano, dell'interprete e dell'anno di pubblicazione):
| Anno | Titolo originale | Titolo italiano        | Autore del testo in italiano          | Esecutori      |
| ---- | ---------------- | ---------------------- | ------------------------------------- | -------------- |
| 1967 | Light My Fire    | Prendi un fiammifero   | Vito Pallavicini                      | Innominati     |
| 1969 | Touch Me         | Tu vinci sempre        | Luciano Beretta e Cristiano Minellono | Katty Line     |
| 1970 | Light My Fire    | Dammi fuoco            | Vito Pallavicini                      | Nicola Di Bari |
| 1971 | You Make Me Real | Il ditone              | Gene Guglielmi                        | Gene Guglielmi |
| 1973 | The Mosquito     | Non mi mordere il dito | Daniele Pace e Giancarlo Bigazzi      | Squallor       |
| 1994 | Peace Frog       | Peace Frog             | Negrita                               | Negrita        |

## Premi e riconoscimenti
- Nel 1993, The Doors vengono inseriti nella Rock and Roll Hall of Fame.[57]
- Nel 1998, Light My Fire viene inserita nella Grammy Hall of Fame nella categoria Rock (Track).
- Nel 2000, i Doors sono posizionati numero 32 nel  VH1's. 100 Greatest Hard Rock Artists e Light My Fire è posizionata numero 7 nella classifica  VH1's. Greatest Rock Songs
- Nel 2002, l'album The Doors viene inserito nella Grammy Hall of Fame nella categoria Rock (Album).
- Nel 2004, Rolling Stone posiziona  The Doors (archiviato dall'url originale il 2 maggio 2009).[58] numero 41 nella  Lista dei 100 migliori artisti di sempre secondo Rolling Stone, su rollingstone.com (archiviato dall'url originale il 22 febbraio 2012).[59]
- Nel 2007, The Doors ricevono un premio Grammy alla carriera
- Nel 2007, The Doors ricevono una stella nella Hollywood Walk of Fame all'indirizzo di 6901, Hollywood Boulevard.
- Nel 2009, Riders on the Storm viene inserita nella Grammy Hall of Fame nella categoria Rock (Track)
- La lista dei 500 migliori album include 3 album dei Doors. The Doors alla numero 42, L.A. Woman alla numero 362 e Strange Days alla numero 407
- La lista delle 500 migliori canzoni include 2 canzoni dei Doors. Light My Fire alla numero 35 e The End alla numero 328
- The Doors sono posizionati al numero 20 nella lista VH1's of the 100 Greatest Artists of Rock and Roll.
- The Doors sono la prima Rock-n-Roll band statunitense a produrre 8 dischi consecutivi d'oro e di platino
- The Recording Academy Announces 2010 Grammy Hall Of Fame Inductees, including The Doors Riders On The Storm
- Nel 2011, The Doors ricevono un Grammy Award in Best Long Form Music Video per il film, When You're Strange, diretto da Tom DiCillo.
- Nel 2014, i Doors sono stati votati dai lettori della rivista britannica Classic Rock per ricevere il premio "Inspiration" di quell'anno Roll of Honour Tommy Vance.
- Nel 2015, la Library of Congress ha selezionato The Doors per l'inclusione nel National Recording Registry in base al suo significato culturale, artistico o storico.
- Nel 2016, i Doors hanno ricevuto un Grammy Award in Favorite Reissues and Compilation per l'album dal vivo London Fog 1966.
- I Doors sono stati onorati per il 50 ° anniversario dell'uscita del loro omonimo album, il 4 gennaio 2017, dalla città di Los Angeles che proclamava quella data "The Day of the Doors".[60] Durante una cerimonia a Venice, il consigliere di Los Angeles Mike Bonin ha introdotto i membri sopravvissuti Densmore e Krieger, presentando loro un proclama incorniciato e accendendo un cartello Doors sotto le famose lettere "Venice".